# Madár mama
A Madár mama (nemzetközi címén Bird Mother) akciójáték, melyet az Andromeda Software fejlesztett. A játékot a Novotrade jelentette meg Magyarországon, az Egyesült Királyságban pedig a Creative Sparks, kizárólag Commodore 64 személyi számítógépre.

## Fogadtatás
A Bird Mother 26/40-es pontszámot kapott a Personal Computer Games, illetve 33/40-est a Computer and Video Games brit szaklapoktól.